# Ițcani, Bacău
Ițcani este un sat în comuna Plopana din județul Bacău, Moldova, România.